# Maksymilian Eugeniusz Habsburg
Maksymilian Eugeniusz Habsburg-Lotaryński (niem. Maximilian Eugen Ludwig Friedrich Philipp Ignatius Joseph Maria Erzherzog von Österreich, ur. 13 kwietnia 1895 w Wiedniu; zm. 19 stycznia 1952 w Nicei) – arcyksiążę austriacki, brat cesarza Karola I.

## Życiorys
Maksymilian był młodszym synem arcyksięcia Ottona (1865–1906) – młodszego brata arcyksięcia Franciszka Ferdynanda (1863–1914) i Marii Józefy Saskiej (córki króla Saksonii Jerzego I Wettyna), a bratem Karola I, ostatniego władcy Cesarsko-Królewskich Austro-Węgier. Urodził się 13 kwietnia 1895 roku. Ukończył gimnazjum w Wiedniu, a następnie studiował prawo. Po ukończeniu nauki rozpoczął służbę wojskową. W stopniu majora walczył na frontach I wojny światowej.
Po upadku monarchii używał tytułu „Księcia Wernbergu”. Odmówił pozostania na terenie republiki i opuścił Austrię. Najpierw zamieszkał w Bawarii nad jeziorem stramberskim, a następnie przeniósł się do Francji. Ukończył studia prawnicze i został doktorem praw. Zmarł w Nicei 19 stycznia 1952 roku.

## Odznaczenia
Do 1917:
- Order Złotego Runa (Austro-Węgry)
- Krzyż Wielki Orderu św. Stefana (Austro-Węgry)
- Krzyż Zasługi Wojskowej III Klasy z Dekoracją Wojenną i Mieczami (Austro-Węgry)
- Brązowy Medal Zasługi Wojskowej z Mieczami (Austro-Węgry)
- Krzyż Wojskowy Karola (Austro-Węgry)
- Baliw Krzyża Wielkiego Orderu Maltańskiego z wyróżnieniem za Jerozolimę (SMOM)
- Order Orła Czarnego (Prusy)
- Krzyż Wielki Orderu Orła Czerwonego (Prusy)
- Krzyż Żelazny I i II Klasy (Prusy)
- Order Medżydów I Klasy z Brylantami (Turcja)
- Złoty Medal Liakat (Turcja)
- Medal Wojenny (Turcja)
- Order Korony Rucianej (Saksonia)
- Krzyż Wielki Orderu śś. Cyryla i Metodego (Bułgaria)
- Order Waleczności IV Klasy (Bułgaria)
- Order Zasługi Wojskowej V Klasy na wstążce Orderu Waleczności (Bułgaria)

## Małżeństwo i rodzina
W 1917 roku poślubił w Wiedniu księżniczkę Franciszkę Hohenlohe-Waldenburg-Schillingsfürst, córkę księcia Konrada zu Hohenlohe-Waldenburg-Schillingsfürst i hrabiny Franciszki Schönborn-Buchheim. Para doczekała się dwóch synów:
- Ferdynanda (1918-2004);
- Henryka (1925-2014)

## Genealogia
| Prapradziadkowie                           | cesarz Austrii Franciszek II Habsburg (1768-1835) ∞ 1790 Maria Teresa Burbon-Sycylijska (1772-1807) | król Bawarii Maksymilian I Józef Wittelsbach (1756-1825) ∞ 1797 Karolina Fryderyka Badeńska (1776-1841) | Franciszek I Burbon (1777-1830) ∞ 1796 Maria Izabela Burbon (1789-1848)                      | Karol Ludwik Habsburg (1771-1847) ∞1815 Henrietta Nassau-Weilburg (1797-1829)                | Maksymilian Wettyn (1759-1838) ∞1792 Karolina Burbon-Parmeńska (1770-1804)        | król Bawarii Maksymilian I Józef Wittelsbach (1756-1825) ∞ 1797 Karolina Fryderyka Badeńska (1776-1841) | Ferdynand Jerzy Koburg (1785-1851) ∞ 1815 Maria Antonina Koháry (1797-1862)                         | cesarz Brazylii Piotr I Bragança (1798-1834) ∞ 1817 Maria Leopoldyna Habsburg (1797-1826)           |
| Pradziadkowie                              | Franciszek Karol Habsburg (1802-1878) ∞ 1824 Zofia Wittelsbach (1805-1872)                          | Franciszek Karol Habsburg (1802-1878) ∞ 1824 Zofia Wittelsbach (1805-1872)                              | król Obojga Sycylii Ferdynand II Burbon (1810-1859) ∞ 1837 Maria Teresa Habsburg (1816–1867) | król Obojga Sycylii Ferdynand II Burbon (1810-1859) ∞ 1837 Maria Teresa Habsburg (1816–1867) | król Saksonii Jan Wettyn (1801-1873) ∞1822 Amelia Augusta Wittelsbach (1801-1877) | król Saksonii Jan Wettyn (1801-1873) ∞1822 Amelia Augusta Wittelsbach (1801-1877)                       | król Portugalii Ferdynand II Koburg (1819-1885) ∞1836 królowa Portugalii Maria Bragança (1819-1853) | król Portugalii Ferdynand II Koburg (1819-1885) ∞1836 królowa Portugalii Maria Bragança (1819-1853) |
| Dziadkowie                                 | Karol Ludwik Habsburg (1833-1896) ∞1862 Maria Annunziata Burbon (1843-1871)                         | Karol Ludwik Habsburg (1833-1896) ∞1862 Maria Annunziata Burbon (1843-1871)                             | Karol Ludwik Habsburg (1833-1896) ∞1862 Maria Annunziata Burbon (1843-1871)                  | Karol Ludwik Habsburg (1833-1896) ∞1862 Maria Annunziata Burbon (1843-1871)                  | król Saksonii Jerzy I Wettyn (1832-1904) ∞ 1859 Maria Anna Koburg (1843–1884)     | król Saksonii Jerzy I Wettyn (1832-1904) ∞ 1859 Maria Anna Koburg (1843–1884)                           | król Saksonii Jerzy I Wettyn (1832-1904) ∞ 1859 Maria Anna Koburg (1843–1884)                       | król Saksonii Jerzy I Wettyn (1832-1904) ∞ 1859 Maria Anna Koburg (1843–1884)                       |
| Rodzice                                    | Otto Franciszek Habsburg (1865-1906) ∞1886 Maria Józefa Wettyn (1867-1944)                          | Otto Franciszek Habsburg (1865-1906) ∞1886 Maria Józefa Wettyn (1867-1944)                              | Otto Franciszek Habsburg (1865-1906) ∞1886 Maria Józefa Wettyn (1867-1944)                   | Otto Franciszek Habsburg (1865-1906) ∞1886 Maria Józefa Wettyn (1867-1944)                   | Otto Franciszek Habsburg (1865-1906) ∞1886 Maria Józefa Wettyn (1867-1944)        | Otto Franciszek Habsburg (1865-1906) ∞1886 Maria Józefa Wettyn (1867-1944)                              | Otto Franciszek Habsburg (1865-1906) ∞1886 Maria Józefa Wettyn (1867-1944)                          | Otto Franciszek Habsburg (1865-1906) ∞1886 Maria Józefa Wettyn (1867-1944)                          |
| Maksymilian Eugeniusz Habsburg (1895-1952) | | |                                                                                              |                                                                                              |                                                                                   | | | |